# Окец

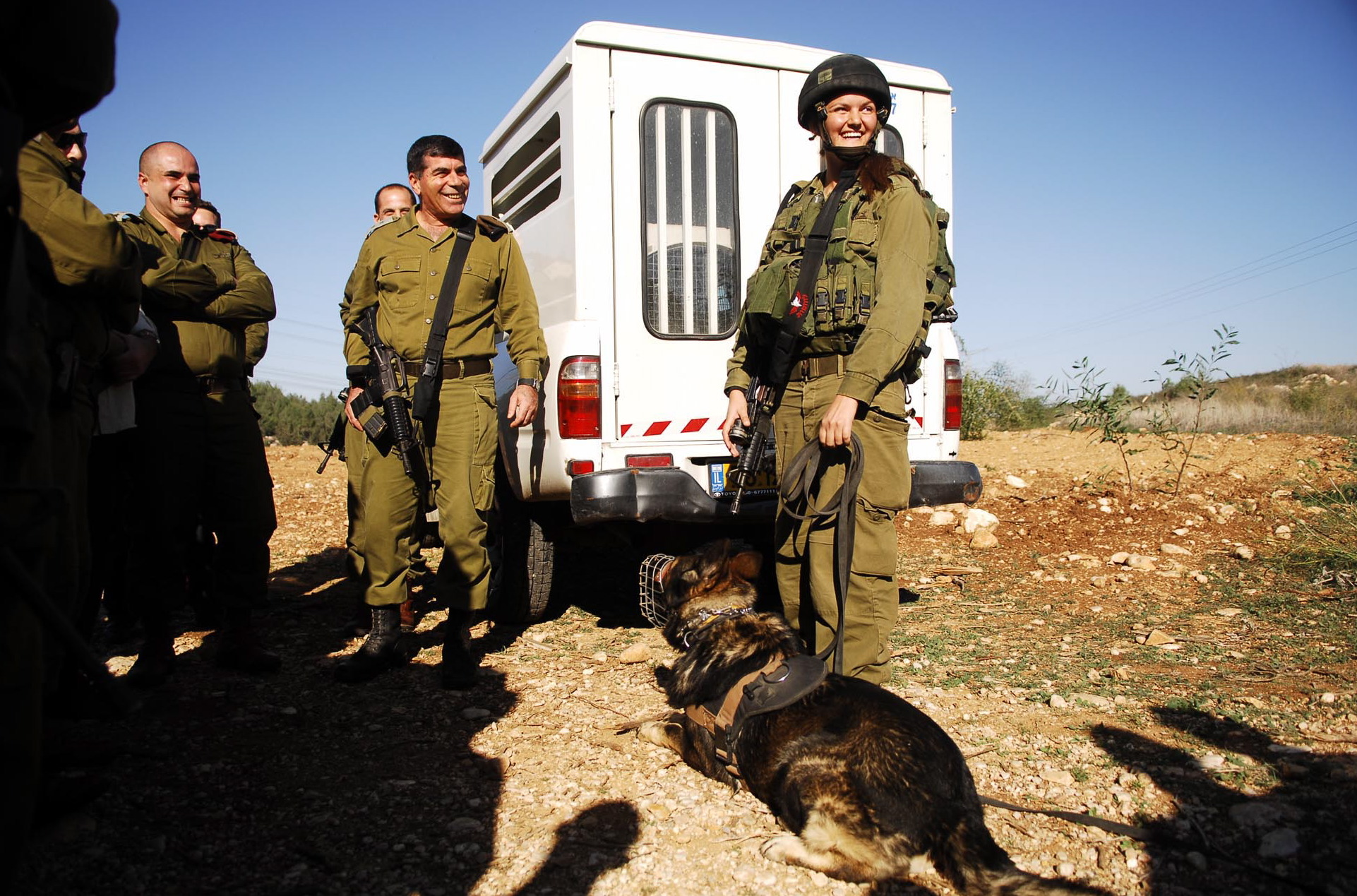

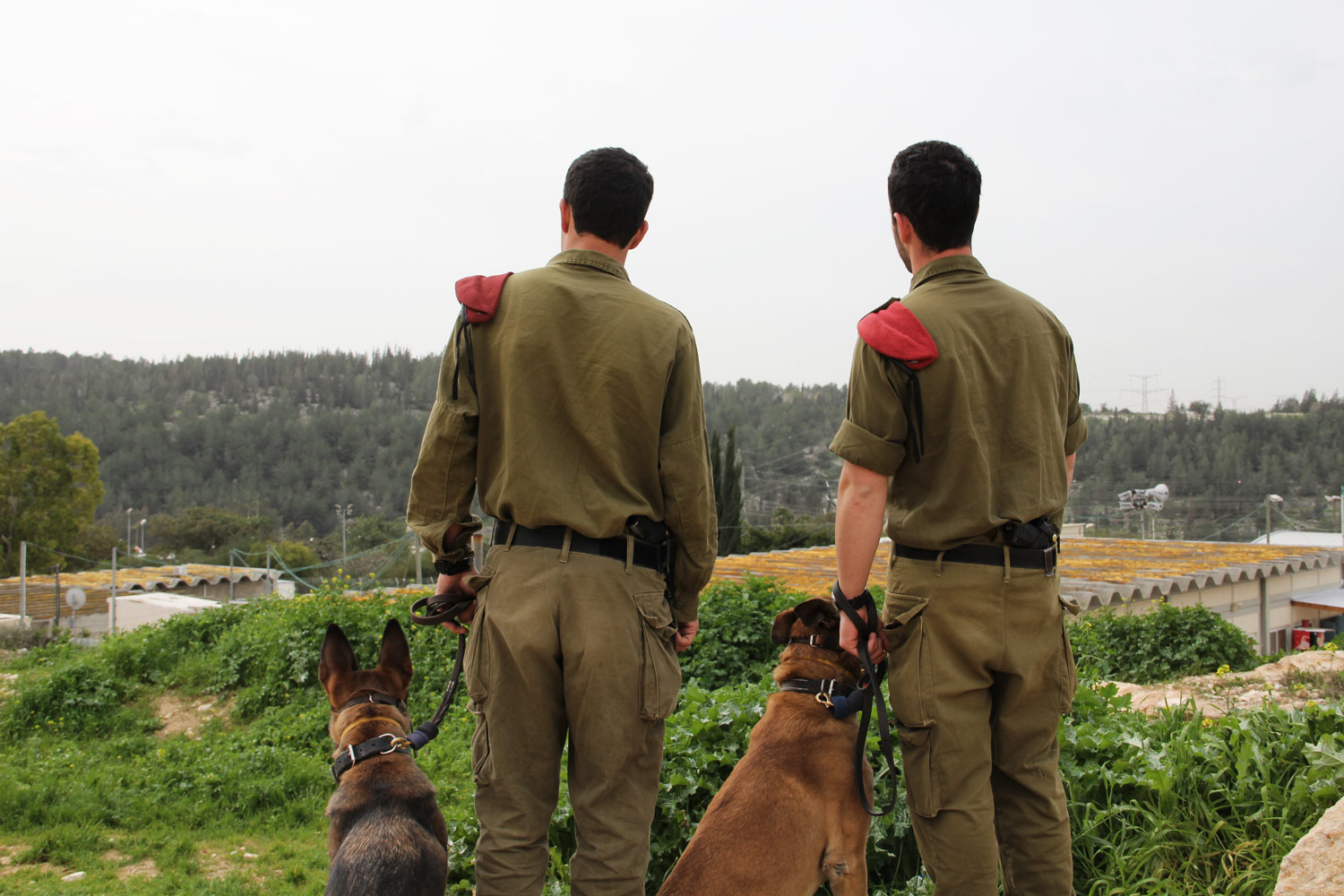

О́кец (ивр. עוקץ‎ — «жало») — специальное кинологическое подразделение (спецназ) Армии обороны Израиля. 
Главная задача — помощь подразделениям захвата и вмешательства при выполнении антитеррористических и спасательных операций

## История
Использовать собак для выполнения военных задач Хагана — еврейская военная организация в Палестине, предшественник Армии обороны Израиля, — начала в 1939 году, когда в подмандатную Палестину из Австрии эмигрировали кинолог и профессиональная дрессировщица служебных собак Рудольфина Менцель и её муж Рудольф. Основав в Кирьят-Моцкине Институт по изучению психологии собак и дрессировке, Менцель обучала и поставляла в еврейские поселения и Хагане сторожевых и патрульных собак и обучала инструкторов и проводников. В середине 1940-х, в преддверии войны с арабами, руководство Хаганы просило Менцель перенести акцент на подготовку боевых собак. На базе Института по изучению психологии собак фактически действовало кинологическое подразделение Хаганы, где готовили собак-миноискателей, собак для боевых патрулей, курьеров, которые доставляли донесения, боеприпасы и медикаменты и разыскивали раненых и противотанковых собак-камикадзе. В ноябре 1947 года Хагана начала закладывать основу для специального кинологического подразделения, планируя его интеграцию в будущую армию нового государства и 1 марта 1948 в Кирьят-Хаиме открылось кинологическое подразделение Хаганы, которое возглавил Авраам Зирлин, один из первых учеников Рудольфины Менцель в Палестине. После создания Армии обороны Израиля кинологическая служба Хаганы, как и другие воинские формирования, стала частью ЦАХАЛа и действовала до 1954 года.
В 1974 году кинологическая служба вооружённых сил воссоздана как боевая часть специального назначения под командованием штаба пехотного корпуса в составе Главного командования пехоты и парашютных войск и впоследствии получила название «Окец». Подразделение действовало в строгой секретности до 1980 года, когда после участия четвероногих бойцов в освобождении заложников в кибуце Мисгав-Ам отряд был рассекречен.

## Состав
Подразделение «Окец» состоит из четырёх рот: поисково-спасательной (поиск людей, оказавшихся в завалах), служебно-розыскной (преследование и задержание разыскиваемых на местности), разминирования (поиск и обнаружение взрывных устройств) и антитеррористической (задержание террористов, находящихся в укрытиях).
Бойцы «Окец» при проведении мероприятий активно пользуются тем, что согласно исламу, собаки являются нечистыми животными, контакт с которым запрещён: если смертник-самоубийца взорвется вместе с собакой, он будет ею осквернён, вследствие чего не будет считаться шахидом и не попадет в рай.
С 2004 года служить в отряде и работать инструкторами-кинологами могут и девушки-военнослужащие.

## Специализация
В «Окец» собаки делятся на три категории.
Первые — собаки, чья специализация — поиск взрывчатых веществ. Поисковики в/в, в свою очередь, делятся на два разряда. Одни собаки подготовлены на поиск оружия и взрывчатых веществ, но не взрывных устройств. Они осматривают салоны автомобилей на блокпостах. Как правило, это собаки малых пород. Другие предназначены для поиска взрывных устройств. Это более выносливые и крупные собаки, чаще всего — немецкие или бельгийские овчарки.
Вторые — собаки на задержание. По своим физическим параметрам они делятся на «чистых» поисковиков и ликвидаторов. И те и другие могут вести поиск и задержание подозреваемого. Но одни ориентированы на длительное преследование, другие на поиск в помещении и жесткое задержание, граничащее с ликвидацией.
Наконец, третьи — поисковики-спасатели. Поисково-спасательный отряд составляют собаки разных пород, в большинстве своём это лабрадоры. Главное требование к этим собакам — отсутствие агрессивности.

## Содержание собак
Собаки в подразделении закупаются за рубежом. По некоторым сведениям — в Голландии, по стоимости от 3,5 до 10 тыс. долл. Содержание, обучение, ветеринарное обеспечение обходится в среднем до тысячи долларов в месяц на каждого пса. Тренировка занимает до года.
Каждому псу на базе полагается личная клетка размером в шесть квадратных метров, с выложенным керамической плиткой полом, «столовой» и проветриваемым, освещённым туалетом.
Срок службы собаки в подразделении не может превышать семь-восемь лет. По окончании этого срока животное при хорошем состоянии переводится на работу в соответствующие подразделения полиции. Там собака работает согласно специализации.
С 2003 года в Израиле функционирует специальное кладбище для военных собак.